# Kőérberki Szikes Rét Természetvédelmi Terület
A Kőérberki Szikes Rét Természetvédelmi Terület egy helyi jelentőségű természetvédelmi terület Budapesten, a XI. kerületének nyugati szélén, Őrmező és Örsöd városrészekben, a Keserű-ér (Határ-árok) völgyében. Védetté nyilvánításának éve 1982, akkori kiterjedése: 42,36 hektár volt, törzskönyvi száma 20/23/TT/82. Más adat szerint a kiterjedése 44,7 hektár, de lehet találkozni 21 hektáros adattal is. Egyedülálló természeti értéke a magyar fővárosnak, jelentősége kettős: egyrészt a Hunyadi János keserűvíz forrásainak védőterületéül szolgál, másrészt Budapest egyetlen szikes területe.

## Elhelyezkedése, megközelítése
A terület három különálló részből tevődik össze, amelyeket forgalmas főutak választanak el egymástól. Az egyes területrészeket a Kőérberki út, a Gyógyvíz utca, az Egérút és a Balatoni út felől lehet a legkönnyebben megközelíteni. Bár a terület be van kerítve, több helyen is be lehet jutni. Az itt található kutak között betonlapokból álló járdák vezetnek, egyéb út, ösvény nincs a réten. A Balatoni út keleti oldalán Őrmezőn folytatódnak a rétek, de azok még nem esnek természetvédelmi oltalom alá.

## Története
A mai Kőérberek területén 1862-ben fúratott kutat egy ottani birtokos gazda, de a kút vizét ihatatlanul keserűnek találta. Az illető a kellemetlen felfedezéséről egy alkalommal említést tett Saxlehner András (1815–1889) posztókereskedőnek, akinek szöget ütött a fejébe a dolog. Kíváncsiságtól hajtva megkérte a gazdát, hogy hozzon neki mintát a vízből, majd azt bevizsgáltatta egy patikus ismerősével. Saxlehner szimata nem csalt: a vizsgálat megállapítása szerint a víznek igen magas volt a magnéziumszulfát-tartalma, és hamar egyértelművé vált róla, hogy gyógyhatású – elsősorban emésztésjavító, hashajtásra alkalmas.
Saxlehner még abban az évben birtokot vásárolt a területen és 1863-tól megkezdte a Hunyadi János keserűvíz névre keresztelt gyógyvíz értékesítését, vállalkozásának rövidesen már 70 kútja működött egy közel 40 hektáros területen. 1874-ben négymillió palackot forgalmazott, de még jobban megugrott a termelése, miután 1886-ban szabadalmaztatott egy palacktöltő gépet. A nagy mennyiségű víz elszállításához a lovas kocsis megoldás már nem felelt meg, ezért 1888-ban vasútvonalat is kiépíttetett a körülbelül 2,5 kilométernyire lévő Kelenföldi pályaudvarig. 1913-ra így már 15,7 millió palack volt az éves termelése. A gyógyvíznek csak viszonylag kis hányada került idehaza értékesítésre, a termelés döntő többsége exportra, sőt tengerentúli exportra ment.
Az itteni víz értékét felismerve az illetékes hatóságok már a kezdeti időkben védőterületeket jelöltek ki a víznyerő helyek körül, és többé-kevésbé az akkor kijelölt védőzónák jelölik ki a terület hasznosításának és látogathatóságának korlátait azóta is. A természetvédelmi oltalmat 1982-ben rendelték el a területre, ami jelenleg is csak a természetvédelmi szakhatóság engedélyével látogatható.

## Földtana
Nem tisztázott, hogy a kőérberki szikes réten jelentkező szikesedés az ember által kiváltott, másodlagosan jelentkező jelenség, vagy természetes talajtani folyamat, de valószínűbbnek tűnik, hogy az utóbbi. A területen átlagosan egy méteres az iszapos, mocsaras öntéstalaj vastagsága, ami alatt vízzáró kiscelli agyagréteg található. Az agyagréteg fölött felgyűlő vizet  talajvizet a talaj kapillárisai – a talajréteg vékonysága miatt – egészen akár a felszínig is képesek emelni. Ott viszont a víz magas sótartalma – amiben az alföldi szikes területekkel ellentétben nem dominál a nátrium, hanem vegyesen van benne jelen fő alkáli komponensként a magnéziummal – könnyen kiválik, ez eredményezi a talaj szikesedését. A sókiválás maximuma a területen nem mindenütt a felszínen jelentkezik, van, ahol mélyebben, a gyepet alkotó növények gyökérzónájában, de a jelenség mindenképpen azt vonja magával, hogy itt igazán csak a magas sótűrésű növényfajok tudnak megmaradni.

## Élővilága

### Növényzete
A terület növényvilágára jellemző az olyan halofita növényfajok előfordulása, amelyek elviselik a talajvíz magas, átlagosan 3 gramm/liter körüli sótartalmát, illetve képesek felszívni a vizet annak ilyen paraméterei mellett is. Megtalálhatók itt olyan sziki növényfajok, mint a veresnadrág csenkesz (Festuca pseudovina), a sziki útifű (Plantago maritima), a magyar sóvirág (Limonium gmelinii subsp. hungaricum) és a sziki őszirózsa (Tripolium pannonicum subsp. pannonicum) is. Védett vagy Natura 2000-es növényfajok a területen: keskenylevelű gyapjúsás (Eriophorum angustifolium), mocsári kosbor (Anacamptis laxiflora) és nyúlánk sárma (Ornithogalum pyramidale); nem védett, de fővárosi viszonylatban ritka növényfaj még a sziki pozdor (Scorzonera cana).
Mivel a terepfelszín nem egészen sík a területen, vannak magasabban és mélyebben fekvő részei és húzódik itt néhány árok is. A vizesárkok mellett több helyütt jöttek létre nádas foltok, a mélyebb részeken időszakosan víz alatt álló területrészek és mocsárrétek is megjelentek. Fásszárú növényzet a réten alig van, mivel a talaj jellegéből adódóan a fák nem igazán tudnak megtelepedni és szukcessziós folyamatokat beindítani. A rét északi részen azonban található egy kisebb nyáras, ez részben telepítés eredménye, részben spontán növekmény.

### Állatvilága
A szinte háborítatlan körülmények miatt a gyep állatvilága gazdag, ami idevonzza a környék ragadozó madarait, mint az egerészölyveket (Buteo buteo) és a vörös vércséket (Falco tinnunculus), sőt telente megfigyelhető itt egy ragadozó életmódot folytató énekesmadár, a nagy őrgébics (Lanius excubitor) is.
Partimadarak közül gyakran megfigyelhető a sárszalonka (Gallinago gallinago) és a bíbic (Vanellus vanellus), utóbbi alkalomszerűen költ is itt. Az énekesmadarak közül szinte biztosan költ a területen a fekete rigó (Turdus merula), a fülemüle (Luscinia megarhynchos), a cigánycsuk (Saxicola torquata), a barátposzáta (Sylvia atricapilla), a kis poszáta (Sylvia curruca) és a mezei poszáta (Sylvia communis), a nádiposzáták közül az énekes nádiposzáta (Acrocephalus palustris), a tövisszúró gébics (Lanius collurio) és a terület szélén álló nyárasban a sárgarigó (Oriolus oriolus).
Hüllők közül gyakori a vízisikló (Natrix natrix), kétéltűek közül a zöld levelibéka (Hyla arborea), a kecskebéka (Rana esculenta) és a zöld varangy (Bufo viridis).